# Museu Histórico e da Porcelana de Pedreira
O Museu Histórico e da Porcelana de Pedreira está instalado em um sobrado do final do século XIX no município de Pedreira em São Paulo. Seu acervo é composto de fotografias, peças de ferrovia, objetos da Imigração italiana no Brasil, do comércio, educação, religião e peças de porcelanas antigas. O local também possui uma mini fábrica aonde é demonstrado o processo de fabricação da porcelana.

## Acervo
Em 1996, os acionistas da empresa Isoladores Santana S.A doaram uma coleção de antigos objetos de porcelana para a inauguração do museu, o que incentivou a doação de outros objetos pelas famílias e de outras empresas de Pedreira. O acervo é um registro histórico da cidade e representa o início da fabricação da porcelana no município.
O acervo não somente retrata a história da porcelana em Pedreira mas como os 122 anos de história da cidade, entre as peças de seu acervo estão máquinas de filme do Cinema Alvorada, telefone de parede de 1890, um consultório odontológico, osso de dinossauro, entre outros. Também constam fotografias e mobílias antigas. Com relação às porcelanas, apresentam peças da Fábrica de Louças Santa Rita, criada em 1914 pelos irmãos Ângelo e Antônio Rizzi.

## Reforma
Em 2020, a Prefeitura de Pedreira iniciou o projeto para reforma do museu com um investimento em torno de novecentos e cinquenta mil reais, para adicionar medidas de acessibilidade ao local e também de prevenção à incêndios. Prevê instalações de rampa, elevadores, revisão das instalações elétricas e hidrossanitárias.
Além desta reforma em infraestrutura, o projeto contempla uma renovação na identidade visual e expografia, digitalizando suas coleções e habilitando para pesquisas e intercâmbios com outras instituições tanto no Brasil como no exterior. O museu já tem registrado visitas de turistas do México e Itália.